# Okoth (Cameroun)
Okoth ou Okot est un village de la Région du Littoral du Cameroun, situé dans la commune d'Édéa Ier. Il est situé à 4 km de Béon, sur la route qui le lie à Edéa à Béon.

## Population et développement
En 1967, la population de Okoth était de 196 habitants. La population de Okoth était de 531 habitants dont 250 hommes et 281 femmes, lors du recensement de 2005. Elle est essentiellement composée de Bakoko. 